# 300
300 је била преступна година.

## Догађаји
- Гај Флавије Валерије Констанције Цезар (3. пут) и Гај Галерије Валерије Максимијан Цезар - римски конзули.
- Основан је град Гуарда у провинцији Галаеција.
- Град Мора је основан у провинцији Картагина.
- Јерма, епископ Јерусалима. (300-314)
- Епископ Александрије Свети Петар Александријски. (300-311)
- Свети Антоније Александријски је отишао у пустињу и постао први хришћански монах.
- Николај Патарски (Николај Чудотворац) постао је епископ Мире.
- У Когурјеу, Бонгсан, 14. краљ (292-300), је свргнут и извршио самоубиство. Његов нећак Мишон (300-331) проглашен је новим, 15. краљем.

## Смрти
- Википедија:Непознат датум — Свештеномученик Трофин и његов брат Тал - хришћански светитељи.